# Notoclinops caerulepunctus
Notoclinops caerulepunctus és una espècie de peix de la família dels tripterígids i de l'ordre dels perciformes.

## Morfologia
- Els mascles poden assolir 3,6 cm de longitud total.[4][5]

## Hàbitat
És un peix marí, de clima temperat i demersal que viu entre 0-40 m de fondària.

## Distribució geogràfica
Es troba a Nova Zelanda.

## Costums
Elimina els paràsits de peixos de gran mida, com ara les morenes.

## Observacions
És inofensiu per als humans.